# Mistrzostwa Świata Strongman 2001
Mistrzostwa Świata Strongman 2001 – doroczne, indywidualne zawody siłaczy.

## Rundy kwalifikacyjne
WYNIKI KWALIFIKACJI
Data: 5, 6, 7, 8 października 2001 r.

Miejsce: Zambezi Sun, Livingstone, Wodospady Wiktorii  Zambia
Do finału kwalifikuje się dwóch najlepszych zawodników z każdej grupy.
Grupa 1
| Miejsce | Zawodnik           | Kraj              | Punkty |
| ------- | ------------------ | ----------------- | ------ |
| 1.      | Juha-Matti Räsänen | Finlandia         | 26     |
| 2.      | Wout Zijlstra      | Holandia          | 25,5   |
| 3.      | Rob Dixon          | Anglia            | 24     |
| 4.      | Karl Gillingham    | Stany Zjednoczone | 21,5   |
| 5.      | Derek Boyer        | Australia         | 20     |
| 6.      | Israel Garrido     | Hiszpania         | 9      |

Grupa 2
| Miejsce | Zawodnik            | Kraj              | Punkty |
| ------- | ------------------- | ----------------- | ------ |
| 1.      | Svend Karlsen       | Norwegia          | 27,5   |
| 2.      | Hugo Girard         | Kanada            | 27     |
| 3.      | Mark Philippi       | Stany Zjednoczone | 22,5   |
| 4.      | Torbjörn Samuelsson | Szwecja           | 21     |
| 5.      | Marc Iliffe         | Anglia            | 14,5   |
| 6.      | Regin Vagadal       | Wyspy Owcze       | 13,5   |

Grupa 3
| Miejsce | Zawodnik           | Kraj              | Punkty |
| ------- | ------------------ | ----------------- | ------ |
| 1.      | Magnus Samuelsson  | Szwecja           | 28     |
| 2.      | Martin Muhr        | Niemcy            | 26     |
| 3.      | Travis Lyndon      | Kanada            | 25     |
| 4.      | Raimonds Bergmanis | Łotwa             | 17,5   |
| 5.      | Johnny Perry       | Stany Zjednoczone | 16,5   |
| 6.      | Glenn Ross         | Irlandia Północna | 13     |

Grupa 4
| Miejsce | Zawodnik         | Kraj              | Punkty |
| ------- | ---------------- | ----------------- | ------ |
| 1.      | Janne Virtanen   | Finlandia         | 31     |
| 2.      | Andrew Raynes    | Anglia            | 21     |
| 3.      | Ralf Ber         | Austria           | 20     |
| 3.      | Heinz Ollesch    | Niemcy            | 20     |
| 5.      | Brian Schoonveld | Stany Zjednoczone | 17     |
| 5.      | Levi Vaoga       | Nowa Zelandia     | 17     |

Grupa 5
| Miejsce | Zawodnik           | Kraj              | Punkty           |
| ------- | ------------------ | ----------------- | ---------------- |
| 1.      | Phil Pfister       | Stany Zjednoczone | 31               |
| 2.      | Jarosław Dymek     | Polska            | 30               |
| 3.      | Odd Haugen         | Norwegia          | 21               |
| 4.      | Adrian Rollinson   | Anglia            | 18,5             |
| 5.      | Johan van Heerden  | Południowa Afryka | 16,5             |
| 6.      | Flemming Rasmussen | Dania             | 7 (kontuzjowany) |

## Finał
FINAŁ – WYNIKI SZCZEGÓŁOWE
Data: 12, 13, 14, 15 października 2001 r.

Miejsce: Zambezi Sun, Livingstone, Wodospady Wiktorii  Zambia
| Miejsce | Zawodnik           | Kraj              | Punkty |
| ------- | ------------------ | ----------------- | ------ |
| 1.      | Svend Karlsen      | Norwegia          | 53,5   |
| 2.      | Magnus Samuelsson  | Szwecja           | 51,5   |
| 3.      | Janne Virtanen     | Finlandia         | 50     |
| 4.      | Phil Pfister       | Stany Zjednoczone | 46     |
| 5.      | Martin Muhr        | Niemcy            | 40     |
| 6.      | Hugo Girard        | Kanada            | 38,5   |
| 7.      | Jarosław Dymek     | Polska            | 30     |
| 8.      | Wout Zijlstra      | Holandia          | 28,5   |
| 9.      | Juha-Matti Räsänen | Finlandia         | 25,5   |
| 10.     | Andrew Raynes      | Wielka Brytania   | 18,5   |